# L'indipendenza della signorina Bennet
 L'indipendenza della signorina Bennet (The Independence of Miss Mary Bennet) è un romanzo di Colleen McCullough, pubblicato nel 2008. In Italia è stato pubblicato nello stesso anno tramite la Rizzoli, con la traduzione di Roberta Zuppet.

## Trama
Le protagoniste del romanzo sono le sorelle Bennet (Elizabeth, Lydia, Kitty, Jane e la più giovane, Mary) già protagoniste di Orgoglio e pregiudizio.
A vent'anni dall'epilogo del romanzo di Jane Austen, le ritroviamo mogli alle prese con il tempo che passa, tra mariti devoti o distratti e i loro figli. Fa eccezione solo Mary, la più docile e riservata tra le sorelle, che ha trascorso più di un decennio al capezzale di una madre capricciosa e malata. La morte di quest'ultima sarà quindi per lei, improvvisamente sola e libera, l'occasione per sfidare convenzioni e affrontare le sue paure più profonde, diventando protagonista di un'avventura imprevedibile e appassionante, quanto la vita stessa.

## Edizioni
- Colleen McCullough, L'indipendenza della signorina Bennet, traduzione di Roberta Zuppet, collana Narrativa, Rizzoli, 2008.

- Colleen McCullough, L'indipendenza della signorina Bennet, traduzione di Roberta Zuppet, BUR Best BUR, Rizzoli, 5 novembre 2019,  p. 450, ISBN 9788817142748.